# Viju+ Sport
viju+ Sport (Россия) — спортивный телеканал в России и странах СНГ. На канале освещаются матчи Американской Хоккейной Лиги (AHL), матчи Главной Бейсбольной Лиги (MLB), матчи чемпионата Национальной Атлетической Ассоциации Колледжей (NCAA) по баскетболу (включая знаменитое «Мартовское Безумие»), лакроссу и по американскому футболу, боксёрские шоу и бои за титул чемпиона мира, а также транслируются популярные американские гоночные серии (в частности, IndyCar и NHRA), а также всевозможные виды экстремального спорта (в том числе и зимнего).
Телеканал принадлежит российской компании Viasat.

## История
Впервые телеканал с названием Viasat Sport был запущен шведским медиахолдингом MTG в мае 1999 года на территории Скандинавских стран. С января 2002 года телеканал начали делить на собственные версии для отдельных стран региона. Позднее каналы перепрограммировали и разделили по видам спорта. На сегодняшний день существуют каналы Viasat Fotboll (в Швеции и Норвегии), Viasat Motor (в Швеции, Норвегии, Финляндии, странах Балтии), Viasat Hockey (в Швеции, Финляндии, Норвегии), Viasat Sport Baltic (в Эстонии, Латвии, Литве), Viasat Golf (в Швеции, Норвегии, Финляндии, Эстонии, Латвии, Литве, странах СНГ и в России с октября 2013 года — с января 2019 года телеканал Viasat Golf HD прекратил в России своё вещание, а подписчикам пакета каналов ViP Viasat Premium компанией Viasat Россия был предложен сериальный телеканал ViP Serial).
Канал Viasat Sport (Россия) был запущен в России и странах СНГ в ноябре 2006 года.
С декабря 2012 по 2020 год телеканал в прямом эфирe показывал игры чемпионата NBA (далее права перешли к сервису MEGOGO).
В октябре 2013 года канал начал вещание в формате высокой четкости (HD), вошел в состав пакета телеканалов ViP Viasat Premium.
С июля 2017 года российская компания Viasat, к тому времени включающая уже 15 популярных телеканалов, распространяемых на территории России и стран СНГ, и онлайн-кинотеатр ViP Viasat Premium, становится частью Национальной медиа группы.
С Супербоула LIII, который был сыгран 3 февраля 2019, Viasat Sport транслируют в прямом эфирe игры Национальной футбольной лиги.
С 6 сентября 2022 года телеканал прекратил своё вещание на территории Украины.
С 1 марта 2023 года телеканалы Viasat были объединены под общим брендом viju и провели ребрендинг всех телеканалов. Телеканал Viasat Sport сменил своё название на viju+ sport.

### Нынешние спортивные трансляции
Хоккей
- Национальная лига (Швейцария)
- SHL (Шведская хоккейная лига)
- Liiga (Финская хоккейная лига)

Футбол
- Лига 2 (Португалия)
- Чемпионат штата Рио-де-Жанейро (Кампеонато Кариока)

Автоспорт
- Чемпионат мира по ралли (WRC)
- Чемпионат Европы по ралли

Баскетбол
- Чемпионат Турции [12]

## Комментаторы канала
- Алексей Андронов — комментатор хоккея, баскетбола и футбола
- Сергей Беднарук — комментатор автоспорта
- Кирилл Гомельский — комментатор  баскетбола
- Дмитрий Донской — комментатор баскетбола
- Кирилл Корнилов — комментатор хоккея
- Алексей Пешнин — комментатор хоккея
- Виктор Шестопалов —  комментатор баскетбола
- Денис Володько — комментатор хоккея и баскетбола
- Александр Ткачев — комментатор хоккея.
- Никита Моргунов  — комментатор баскетбола
- Дмитрий Дуличенко —  комментатор хоккея и футбола
- Николай Саприн —  комментатор хоккея и футбола
- Сергей Абаев — комментатор баскетбола.